# Johnsson
Johnsson ist ein ursprünglich patronymisch gebildeter schwedischer Familienname mit der Bedeutung „Sohn des Johan“.

## Namensträger
- Ana Johnsson (* 1977), schwedische Sängerin
- Anders Johnsson (1890–1952), schwedischer Sportschütze
- Andreas Johnsson (* 1994), schwedischer Eishockeyspieler
- Bertil Johnsson (1915–2010), schwedischer Dreispringer
- Christofer Johnsson (* 1972), schwedischer Metal-Musiker und Musikproduzent
- Daniel Johnsson (* 1987), schwedischer Unihockeyspieler
- Georg Johnsson (1902–1960), schwedischer Radrennfahrer
- Gustaf Johnsson (Gustaf Weidel, 1890–1959), schwedischer Turner und Diplomat
- Ivar Johnsson (1885–1970), schwedischer Bildhauer und Möbeldesigner
- Julian Johnsson (* 1975), färöischer Fußballspieler
- Kai Johnsson (* 1963), deutsch-Schweizer Chemiker
- Karl-Johan Johnsson (* 1990), schwedischer Fußballspieler
- Kerstin Asp-Johnsson (* 1942), schwedische Diplomatin und Botschafterin
- Kim Johnsson (* 1976), schwedischer Eishockeyspieler
- Kurt Johnsson (* um 1940), schwedischer Badmintonspieler
- Malin Baryard-Johnsson (* 1975), schwedische Springreiterin
- Rolf Johnsson (1889–1931), schwedischer Turner
- Sonja Johnsson (1895–1986), schwedische Schwimmerin
- Sture Johnsson (* 1945), schwedischer Badmintonspieler
- Ulf G. Johnsson (* 1929), schwedischer Schauspieler